# Campeonato Sul-Americano de Rugby de 1997
O Campeonato Sul-Americano de Rugby de 1997 foi a XX edição deste torneio.

O torneio foi realizado em vários locais diferentes, Assunção, Corrientes (Argentina), Mendoza (Argentina), Montevideu e Santiago.
Participaram as equipas de Argentina, Chile, Paraguai e Uruguai. 

A Seleção Argentina  ganhou o título.

## Jogos
| 24 de Agosto de 1997 |         |       |            |
| Uruguai              | 32 - 17 | Chile | Montevideu |
|                      |         |       | Montevideu |

| 30 de Agosto de 1997 |         |          |          |
| Chile                | 58 - 16 | Paraguai | Santiago |
|                      |         |          | Santiago |

| 13 de Setembro de 1997 |        |          |                        |
| Argentina              | 78 - 0 | Paraguai | Corrientes (Argentina) |
|                        |        |          | Corrientes (Argentina) |

| 20 de Setembro de 1997 |        |         |          |
| Paraguai               | 9 - 67 | Uruguai | Assunção |
|                        |        |         | Assunção |

| 27 de Setembro de 1997 |         |           |            |
| Uruguai                | 17 - 56 | Argentina | Montevideu |
|                        |         |           | Montevideu |

| 4 de Outubro de 1997 |         |       |                     |
| Argentina            | 50 - 10 | Chile | Mendoza (Argentina) |
|                      |         |       | Mendoza (Argentina) |

### Classificação
| Seleção   | Vitórias | Empates | Derrotas | Pontos a favor | Pontos contra | Pontos +/- | Pontos |
| --------- | -------- | ------- | -------- | -------------- | ------------- | ---------- | ------ |
| Argentina | 3        | 0       | 0        | 184            | 37            | +147       | 6      |
| Uruguai   | 2        | 0       | 1        | 126            | 82            | +44        | 4      |
| Chile     | 1        | 0       | 2        | 85             | 98            | -13        | 2      |
| Paraguai  | 0        | 0       | 3        | 25             | 203           | -178       | 0      |

Pontuação: Vitória = 2, Empate = 1, Derrota = 0 

## Campeão
| Campeonato Sul-Americano de Rugby 1997 |
| -------------------------------------- |
| ARGENTINA Campeã (19º título)          |